# Laponiahalvøya
Laponiahalvøya is een schiereiland op het eiland Nordaustlandet, dat deel uitmaakt van de Noorse eilandengroep Spitsbergen. Het schiereiland ligt in het noordwestelijk deel van het eiland in het noorden van Gustav-V-land.
Het schiereiland wordt in het noorden begrensd door de Noordelijke IJszee, aan de oostzijde door de baai Nordenskiöldbukta en in het westen door het fjord Brennevinsfjorden.
Op het schiereiland liggen de gletsjers Mikkel Revbreen, Snøtoppbreen en Vågsbreen. Aan de zuidzijde van het schiereiland begint de ijskap Vestfonna met de gletsjer Lindhagenbreen.
Het schiereiland is vernoemd naar Lapland.